# El Bolsón
El Bolsón es una ciudad ubicada en la Patagonia andina, en el extremo suroeste de la provincia de Río Negro, Argentina. 
Es la ciudad más importante de la Comarca andina del paralelo 42, microrregión que se extiende también en la provincia de Chubut, con un paisaje de montañas, bosques, ríos y lagos e importante actividad turística.

## Geografía
El Bolsón tiene un ejido municipal muy extenso, de unas 150 000 ha. Sus límites, establecidos por ley provincial n.° 2338, son:
Los límites de la localidad son los siguientes:
- al norte: el ejido de la comisión de fomento El Manso, separada en algunos tramos por el río Foyel.
- al este: una poligonal cercana al límite con el Departamento Ñorquincó.
- al sur: el paralelo 42 Sur, que constituye, también, la línea interprovincial con Chubut.
- al oeste, con la República de Chile.

### Relieve
La ciudad se encuentra emplazada al pie del cerro Piltriquitrón (que en Mapudungun significa “colgado de las nubes”), en un profundo valle de origen glaciar orientado de norte a sur, cuya base, surcada por los ríos Azul y Quemquemtreu, está a solo 315 m s. n. m.

### Clima
El Bolsón tiene un clima mediterráneo fresco (clasificación climática de Köppen Csb) debido a su ubicación de sombra de lluvia. Los inviernos son la época más fría del año, con una media en julio de 3,5 °C y con temperaturas nocturnas que caen regularmente por debajo de 0 °C. Durante las olas de frío, las temperaturas ocasionalmente pueden caer por debajo de -10 °C. Durante los meses de invierno, las precipitaciones son abundantes (principalmente lluvias y ocasionalmente nevadas), lo que hace que la mayoría de los días estén nublados, con un promedio de 15 a 17 días nublados por mes entre mayo y agosto. La primavera y el otoño son estaciones de transición, con temperaturas más cálidas que en invierno. Los veranos son más cálidos y soleados, con temperaturas durante el día con un promedio de 27,4 °C en enero y rangos diurnos comparativamente altos, con mínimas con un promedio de 7,9 °C.
| Parámetros climáticos promedio de El Bolsón Aero (1991–2020) | Parámetros climáticos promedio de El Bolsón Aero (1991–2020) | Parámetros climáticos promedio de El Bolsón Aero (1991–2020) | Parámetros climáticos promedio de El Bolsón Aero (1991–2020) | Parámetros climáticos promedio de El Bolsón Aero (1991–2020) | Parámetros climáticos promedio de El Bolsón Aero (1991–2020) | Parámetros climáticos promedio de El Bolsón Aero (1991–2020) | Parámetros climáticos promedio de El Bolsón Aero (1991–2020) | Parámetros climáticos promedio de El Bolsón Aero (1991–2020) | Parámetros climáticos promedio de El Bolsón Aero (1991–2020) | Parámetros climáticos promedio de El Bolsón Aero (1991–2020) | Parámetros climáticos promedio de El Bolsón Aero (1991–2020) | Parámetros climáticos promedio de El Bolsón Aero (1991–2020) | Parámetros climáticos promedio de El Bolsón Aero (1991–2020) |
| Mes                                                          | Ene.                                                         | Feb.                                                         | Mar.                                                         | Abr.                                                         | May.                                                         | Jun.                                                         | Jul.                                                         | Ago.                                                         | Sep.                                                         | Oct.                                                         | Nov.                                                         | Dic.                                                         | Anual                                                        |
| ------------------------------------------------------------ | ------------------------------------------------------------ | ------------------------------------------------------------ | ------------------------------------------------------------ | ------------------------------------------------------------ | ------------------------------------------------------------ | ------------------------------------------------------------ | ------------------------------------------------------------ | ------------------------------------------------------------ | ------------------------------------------------------------ | ------------------------------------------------------------ | ------------------------------------------------------------ | ------------------------------------------------------------ | ------------------------------------------------------------ |
| Temp. máx. abs. (°C)                                         | 36.9                                                         | 37.5                                                         | 34.5                                                         | 27.5                                                         | 23.0                                                         | 20.2                                                         | 19.5                                                         | 20.5                                                         | 24.2                                                         | 29.5                                                         | 33.5                                                         | 37.0                                                         | 37.5                                                         |
| Temp. máx. media (°C)                                        | 25.7                                                         | 25.7                                                         | 22.2                                                         | 16.9                                                         | 12.3                                                         | 9.0                                                          | 8.8                                                          | 11.0                                                         | 14.5                                                         | 17.7                                                         | 20.5                                                         | 23.7                                                         | 17.3                                                         |
| Temp. media (°C)                                             | 17.4                                                         | 16.3                                                         | 12.9                                                         | 9.3                                                          | 6.4                                                          | 4.2                                                          | 3.6                                                          | 4.9                                                          | 7.1                                                          | 10.3                                                         | 13.1                                                         | 16.3                                                         | 10.1                                                         |
| Temp. mín. media (°C)                                        | 7.9                                                          | 7.7                                                          | 5.8                                                          | 3.5                                                          | 1.8                                                          | 0.3                                                          | -0.4                                                         | 0.5                                                          | 1.2                                                          | 3.3                                                          | 5.0                                                          | 6.8                                                          | 3.6                                                          |
| Temp. mín. abs. (°C)                                         | 0.6                                                          | -1.5                                                         | -2.5                                                         | -5.2                                                         | -9.3                                                         | -10.5                                                        | -11.5                                                        | -9.0                                                         | -6.0                                                         | -4.5                                                         | -2.1                                                         | -1.7                                                         | -11.5                                                        |
| Precipitación total (mm)                                     | 34.7                                                         | 30.8                                                         | 33.1                                                         | 73.7                                                         | 109.7                                                        | 173.1                                                        | 130.9                                                        | 135.2                                                        | 55.3                                                         | 51.3                                                         | 44.4                                                         | 33.4                                                         | 905.6                                                        |
| Días de precipitaciones (≥ 0.1 mm)                           | 4.3                                                          | 4.5                                                          | 5.9                                                          | 8.3                                                          | 12.0                                                         | 14.6                                                         | 13.7                                                         | 13.8                                                         | 8.1                                                          | 8.2                                                          | 6.4                                                          | 4.7                                                          | 104.6                                                        |
| Humedad relativa (%)                                         | 59.3                                                         | 65.1                                                         | 71.4                                                         | 78.3                                                         | 82.3                                                         | 83.3                                                         | 83.8                                                         | 79.8                                                         | 72.8                                                         | 67.6                                                         | 62.8                                                         | 59.2                                                         | 72.1                                                         |
| Fuente: Servicio Meteorológico Nacional                      |                                                              |                                                              |                                                              |                                                              |                                                              |                                                              |                                                              |                                                              |                                                              |                                                              |                                                              |                                                              |                                                              |

## Historia
La ocupación humana en la actual zona de bosques andino patagónicos solo fue posible a partir del retiro de los hielos que la invadieron durante la última glaciación pleistocénica de hace aproximadamente 14 milenios.
Los antecedentes humanos analizados por los últimos estudios de pinturas rupestres de la Comarca Andina señalan una antigüedad de unos 11.500 años, dos milenios antes que las pinturas de la cueva de las Manos del río Pinturas, en Santa Cruz.
Resulta paradójico no encontrar antecedentes líticos y de las edades de cobre, bronce, hierro, ni tampoco más recientes, que den pistas para identificar a los más antiguos habitantes de estos valles. Es de hacer notar que casi todos los asentamientos poblacionales originarios de América, por lo general, se los encuentra en las proximidades de las fuentes de agua: ríos, arroyos, lagos, litorales marítimos o combinados con los abrigados bosques, o en las llanuras y pampas aptos para la cría de animales. 
No obstante encuadrarse plenamente en estos casos, los valles cordilleranos circundantes a la actual región de El Bolsón no registran antecedentes antropológicos anteriores a las más recientes etnias mapuche y tsonek o chon (tehuelche). Sin embargo, sí se han verificado huellas culturales de asentamientos primitivos en las vecindades de la estepa, con condiciones climáticas y geográficas mucho más severas.
Los primeros pobladores de la región fueron los tsonek, de costumbres cazadoras y recolectoras, estacionalmente nómades. Era normal que durante los inviernos se refugiaran en las regiones más abrigadas de los bosques y lagos, para emprender con mayor intensidad las actividades de caza de guanacos durante el verano y los otoños suaves. Bien poco se conoce de ellos antes del siglo XVI, pero a través del proceso de araucanización fueron fuertemente influenciados por los mapuches, cuya cultura más sólida y cohesionada fue ganando terreno hacia la zona oriental de la Patagonia, tanto en forma pacífica como mediante guerras expansionistas.
Ambas etnias originarias fueron en su gran mayoría acorraladas, conquistadas, diezmadas y en algunos casos integradas a la nueva civilización criolla agrícola ganadera centralizada en la ciudad de Buenos Aires, la cual se desarrolló y consolidó recién en la segunda mitad del siglo XIX, al avanzar militarmente sobre las extensas tierras del sur bajo dominio mapuche-tehuelche mediante la llamada Conquista del Desierto, comandada por el general Julio Argentino Roca.
Las fracciones de estas culturas que colaboraron o se integraron al nuevo orden impuesto por la fuerza de las armas, aún hoy habitan en proporción considerable gran parte de la región de El Bolsón y la zona centro oeste de las provincias del Neuquén, Río Negro, Chubut y Santa Cruz, habiéndose producido un fuerte de cultura pero no de raza, y ya casi extinguido sus costumbres.
El registro histórico más antiguo que se conoce de un hombre blanco que haya transitado por la región es el diario de viaje del capitán español Juan Fernández, quien a principios del año 1620 salió desde el actual territorio de Chile al mando de una expedición terrestre en busca de la mítica Ciudad de los Césares.
Al respecto, en algunos fragmentos de dicho testimonio, este expedicionario relataba:

"Salimos del Puerto de Calbuco cuarenta y seis hombres en piraguas y navegamos hasta la boca del Turailla [Estuario de Reloncaví], siempre hacia el este (...) Subimos por un río que se llama Peulla, hasta tres leguas, donde rompiendo la cordillera dimos en la otra banda, habiendo caminado ella unas cinco leguas de mal camino por no haber sendero abierto. Allí topamos con otra laguna muy grande que se llama Navalvapí [Lago Nahuel Huapi] (...) Hicimos una entrada por la boca del Purahílla y yendo hacia el sur, dimos con un gran lago llamado Puelo."

De tal manera se entiende que este aventurero y sus seguidores recorrieron alguno de los valles de la región, en dirección norte-sur, desde el Lago Nahuel Huapi y al menos hasta el Puelo, pasando seguramente por el actual emplazamiento de la ciudad de El Bolsón.
Este pueblo no fue fundado por ningún conquistador, adelantado, explorador o descubridor. Esta región solo sirvió por mucho tiempo como lugar de paso a las migraciones de las comunidades tsonek, trashumantes en busca de caza y recolectores, y luego fue territorio netamente mapuche. Más tarde, con las primeras incursiones de los europeos en la región, también dio refugio temporario a quienes arreaban ganados vacunos y yeguarizos cruzando la cordillera en dirección este-oeste, y viceversa, de un litoral marítimo a otro, produciéndose frecuentes conflictos y desavenencias con los pobladores mapuches.
Finalizada la campaña militar del General Roca, financiada y estimulada por los ganaderos de la Pampa Húmeda, y luego de exterminar los últimos focos de resistencia de los pueblos originarios mapuches y tehuelches entre 1870 y 1880, llegan a poblar estos valles algunos inmigrantes alemanes, que la declaran durante un breve periodo la "República Independiente de El Bolsón". Tras mantener el valle cerrado por años, este fugaz estado se disuelve y empiezan a radicarse, además de familias argentinas, inmigrantes de otras nacionalidades, principalmente españoles, italianos o árabes.
En esos años Argentina y Chile dirimían litigios y acuerdos limítrofes. Por otro lado, a fines del siglo XIX Turquía ejercía un gobierno expansivista que expulsaba a todos aquellos que no aceptaran su opresión. Así bajo pasaporte "turco", emigraron hacia la Argentina árabes de El Líbano y Siria, que se asentaron, entre otros lugares, en la región de la Patagonia occidental, en su gran mayoría buscando prosperidad económica. Ancestrales comerciantes y trocadores, los inmigrantes sirio-libaneses fueron con su intuición y visión comercial, además de italianos y españoles, anónimos fundadores de pueblos en esta zona. Como toda la región, El Bolsón también fue alcanzado por este fenómeno.
Se toma como la fecha fundacional de El Bolsón al 28 de enero de 1926, oportunidad en que se reúnen los lugareños en la casa de Cándido Azcona, resolviendo formar la primera organización político-administrativa, y firmando el acta constitutiva de la Comisión de Fomento de El Bolsón. Los integrantes electos fueron: como presidente, Pedro Pascual Ponce, argentino, nacido en la provincia de San Luis, maestro e informante ad honorem del Ministerio de Agricultura, Ganadería, Estadísticas y Censos de la Nación Argentina; 
vicepresidente, Cándido Azcona, español del País Vasco, agricultor y comerciante; 
secretario, Antonio Merino Rubio, español de Málaga, comerciante y agricultor; tesorero, José Ulieldin, libanés, comerciante; protesorero, Miguel Anden, libanés, comerciante.
Entre enero y febrero de 2025, se produjeron incendios forestales de gran relevancia para el país que se acercaron a la zona poblada de El Bolsón.

## Población
El municipio de El Bolsón tiene dos aglomeraciones de población: la aglomeración principal, El Bolsón, y Mallín Ahogado. Además, existe una cantidad de población rural dispersa. La población del municipio es de 24 276 habitantes y 10 740 viviendas según el censo de 2022. Este valor sitúa el municipio como el 9.º más poblado de la provincia. El censo de 2010 determinó una población de 19 009 habitantes para todo el municipio
| Evolución demográfica                    |
|                                          |
| Fuentes: 1920-1921; 1974-1960; 1960-2010 |

## Transportes y distancias

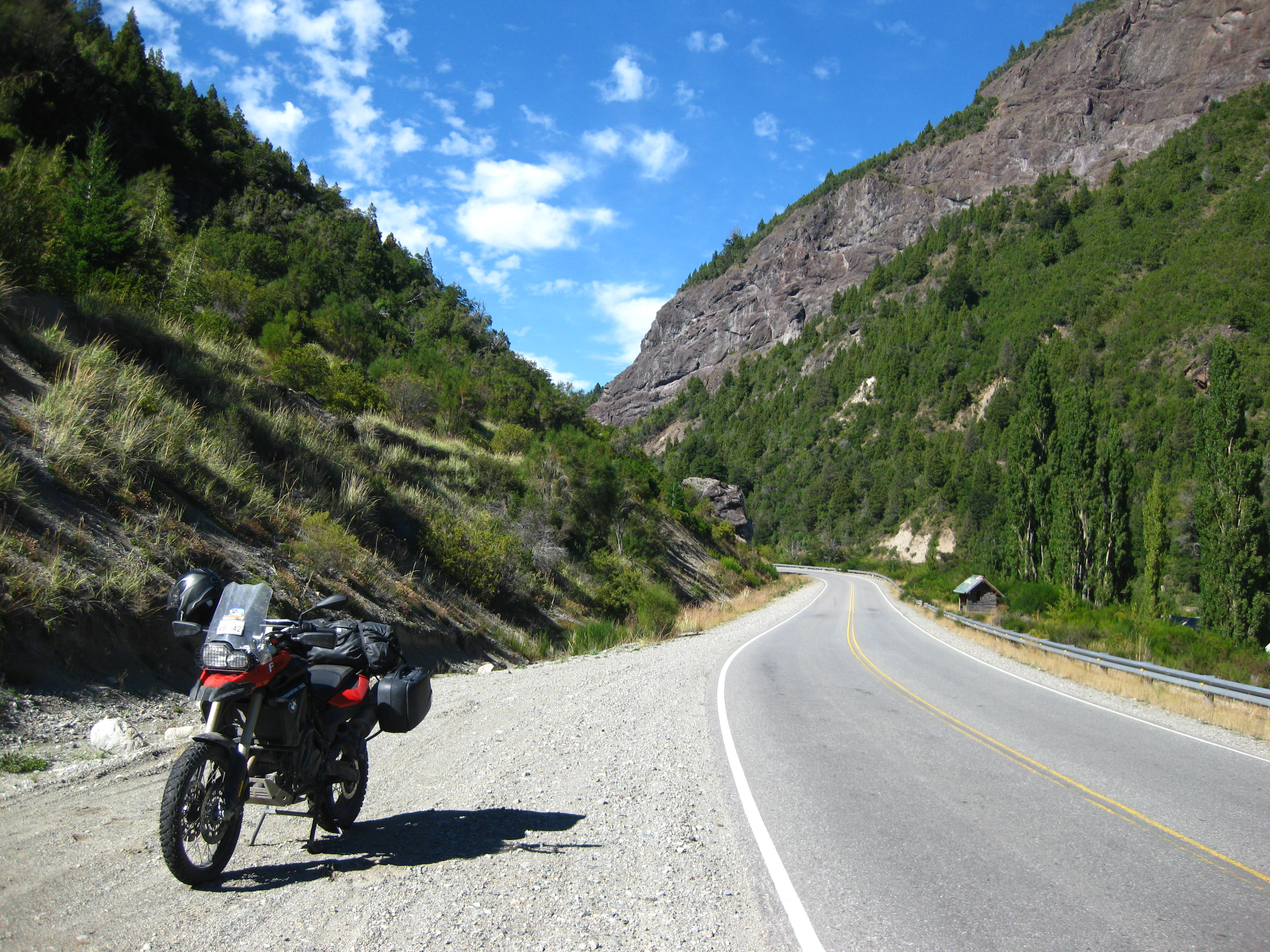
Ruta al norte de El Bolsón.

La mancha urbana de El Bolsón está situada en el extremo suroeste de la provincia de Río Negro, lindante por el sur con el Paralelo 42 Sur, límite interprovincial con la provincia del Chubut. En línea recta está a 7 km del límite internacional con la República de Chile; a 130 km al sur de la importante ciudad turística de Bariloche (Río Negro), y a 170 km al norte de Esquel (Chubut), sobre la Ruta 40, cuya nomenclatura anterior era 258, totalmente asfaltada entre las mencionadas ciudades. En condiciones climáticas invernales extremas, con fuertes nevadas que ocurren estadísticamente en dos o tres ocasiones durante el año, el tráfico por la ruta 40 puede complicarse, y en casos excepcionales interrumpirse parcial o totalmente.
Asimismo, es de hacer notar el muy mal estado y progresivo deterioro del pavimento de la ruta 40, en un tramo de aproximadamente 50 km entre las localidades de El Bolsón y Esquel, más precisamente entre los arroyos Lepá y La Cancha, en jurisdicción de la provincia del Chubut. Esta situación parece agravarse con el tiempo, realizándose obras de suma precariedad y bacheo con tierra, lo cual inclusive ha llegado a producir roturas serias de vehículos y algunos accidentes.
Otra opción para arribar a El Bolsón desde la provincia del Chubut es por la ruta provincial N.º 71, que une la localidad de Esquel con el parque nacional Los Alerces, bordeando un imponente sistema lacustre encadenado. Por dicha vía son 200 km, y la ruta se encuentra parcialmente asfaltada. La mayor parte del trayecto es un camino de ripio que serpentea entre lagos, ríos y bosques hasta la localidad de Cholila. Este recorrido permite apreciar mucho mejor la exuberante belleza de esta región andina donde se manifiesta la selva valdiviana.
El servicio público de transportes carreteros (autobuses) de media y larga distancia cuenta con varias empresas que operan en la localidad, y está principalmente centralizado en la ciudad de Bariloche, la cual actúa como cabecera regional. Asimismo hay varias frecuencias de servicios diarios a Esquel y otras localidades de la Patagonia.
El Bolsón también cuenta con un pequeño aeropuerto, el aeropuerto de El Bolsón, apto para vuelos regionales y aeronaves de pequeña y mediana envergadura. Solían existir vuelos regulares de la empresa estatal LADE hacia y desde El Bolsón a las principales ciudades patagónicas. En dicha estación aérea funciona el Aeroclub El Bolsón, que ofrece al público vuelos turísticos y de instrucción para pilotaje.

## Economía
Los capitales más importantes para iniciar la acumulación primaria de la economía local fueron aportados por los vendedores sirios y libaneses llamados "mercachifles", quienes durante las primeras décadas del siglo XX solían recorrer los caminos y sendas de los tehuelches, desde punta de rieles del ferrocarril en la localidad de Ingeniero Jacobacci hasta Lago Buenos Aires, con recuas de mulas y tropillas de yeguarizos cargueros; ellos a pie, para poder cargar más mercaderías. 
Así, en principio por las huellas de los animales, dormían al sereno, el dinero y la mercadería a un lado y los animales como "cebo" en otro, pues los robos eran frecuentes. Conociendo las rutas y costumbres de sus clientes arrieros, colonos y aborígenes de las tolderías, estos comerciantes llegaron con carromatos y mercaderías, y se establecieron estratégicamente en los cruces de caminos y huellas. Así comenzaron a construirse los caseríos en cercanías de los boliches de los "turcos" y algunos europeos. Estos luego serían los almacenes de ramos generales, fondas, hosterías, barracas y postas de carga de combustible, utilizando el comercio trasmigrante para su primer impulso económico. Muchos de los actuales comerciantes de la zona son los sucesores de aquellos pioneros.
En el presente, la economía y el desarrollo de localidad de El Bolsón se basa en dos pilares fundamentales: el turismo y la producción rural. En este último aspecto, se destacan las plantaciones de lúpulo, frutas finas y derivados como los dulces y conservas al natural, plantas aromáticas, huertas con verduras y hortalizas de producción orgánica y alta calidad, hongos secos, piscicultura, emprendimientos forestales, aserraderos, y en menor medida productos lácteos artesanales y sus derivados.
La fabricación y comercialización de artesanías de todo tipo en la famosa Feria regional de El Bolsón, como así también la elaboración de cerveza artesanal, son asimismo factores económicos de creciente desarrollo e importancia.
Sin embargo, un factor fundamental para la sustentabilidad de la economía local -por ahora el de mayor incidencia- es el aporte de recursos en sueldos estatales de la administración pública, docentes, policía, médicos, personal auxiliar y agentes administrativos municipales, provinciales y nacionales, aunque últimamente se está nivelando su impacto frente al gran auge del turismo y sus actividades satélites.
Otro aspecto curioso de esta localidad en cuanto a la particular fenomenología de su economía (pocas veces advertido por los análisis especializados en tal sentido), es la importante inyección de recursos que recibe la economía local como producto del gran crecimiento demográfico de toda la región. Desde la década de 1980 hasta el presente, la alta tasa de radicación de familias en la zona determina que quienes llegan con sus ahorros y recursos, invierten en la construcción de nuevas viviendas y el desarrollo de sus emprendimientos comerciales, turísticos o artesanales, lo cual realimenta el circuito de consumo regional con significativas masas de dinero circulante, incidiendo directa e indirectamente en el movimiento comercial y la demanda de mano de obra tradicional, que en general es muy poco calificada.
La empresa de capitales privados con mayor impacto en la economía de El Bolsón resulta ser una organización comercial de características monopólicas, organizada originalmente bajo la forma cooperativa, y dedicada principalmente a la prestación del servicio telefónico, acceso a internet y fraccionamiento de gas envasado.

## Educación
Con respecto a la educación universitaria, la ciudad cuenta con la presencia de la Universidad Nacional de Río Negro. Por otro lado, también se encuentra en la localidad una sede de la Universidad Empresarial Siglo 21, que ofrece carreras a distancia.

## Cultura y sociedad
La comunidad de artesanos y amantes de la vida en contacto con la naturaleza han dado a El Bolsón una cultura distintiva a nivel nacional. Entre finales del siglo XX y comienzos del siglo XXI, la ciudad de El Bolsón fue protagonista principal de un movimiento cultural que instaló en la sociedad argentina temas que antes no eran considerados, y sin embargo hoy son muy relevantes tanto en el país como en el mundo. Entre ellos se pueden mencionar:
- La ecología y una actitud respetuosa y de integración con la naturaleza.
- La valoración y la justa consideración para con los pueblos originarios.
- La vertebración de conocimientos y métodos naturistas para una mejor calidad de vida.

No obstante, tras esta caracterización cultural más evidente, también subyace en la comunidad local algún grado de segmentación social y desencuentros sectoriales, principalmente entre la población nativa, nacidos y criados en la región, y los emigrados de las grandes ciudades que llegaron a estos valles en busca de un nuevo estilo de vida.
A su vez, en el primer grupo social (nacidos y criados) se encuentran dos sectores culturales bien diferenciados entre sí. Por un lado los denominados "paisanos", descendientes directos e indirectos de las etnias tsonek y mapuche, en general muy lejanos ya de sus costumbres y sabiduría ancestrales, viviendo en los barrios periféricos y precarios de la ciudad; y por otro lado los viejos pobladores, hijos o nietos de los pioneros occidentales, europeos, sirios, libaneses, o con algún grado de relación con los originales, beneficiarios de las tierras accedidas a partir de la Conquista del Desierto, quienes actualmente están representados en su amplia mayoría por el sector comercial más arraigado de la población.
Por su parte, entre la creciente masa recientemente incorporada a la región de El Bolsón, casi siempre producto de migraciones desde las grandes ciudades, a su vez también se evidencian dos perfiles culturales netamente disímiles: quienes con una búsqueda más urbana y de consumo llegan dispuestos a sumarse a un desarrollo comercial y turístico, y los habitantes que, por su parte, adscriben a una vida más natural, en armonía con el medio ambiente, en favor de un perfil rural productivo, artesanal, orgánico, ecológico y autosuficiente.
Dentro de este último sector social se encuentra asimismo una notoria cantidad de músicos, escritores, escultores, plásticos y artistas en general, algunos de excelente nivel y relevancia internacional, característica distintiva de esta localidad en cuanto a la gran cantidad de artistas residentes respecto del total de la población.
Esta marcada segmentación en los cuatro sectores sociales mencionados, netamente diferenciados entre sí, puede asumirse también como una de las singularidades culturales de El Bolsón.
Asimismo, a partir de la década del noventa del siglo XX ha aparecido un nuevo fenómeno poblacional y sociocultural, encarnado por un muy minoritario grupo de nuevos habitantes, algunos permanentes y otros ocasionales, de altísimo poder adquisitivo, quienes han realizado inversiones considerables en grandes extensiones de tierras periféricas. De tal manera han adquirido ambientes naturales y ecosistemas completos, y sus emprendimientos han tenido una notoria gravitación e impacto económico, social y político, con una receptividad y opinión pública dividida, tanto a favor como en contra, por parte de todos los demás sectores de la población.

## Problemática ambiental

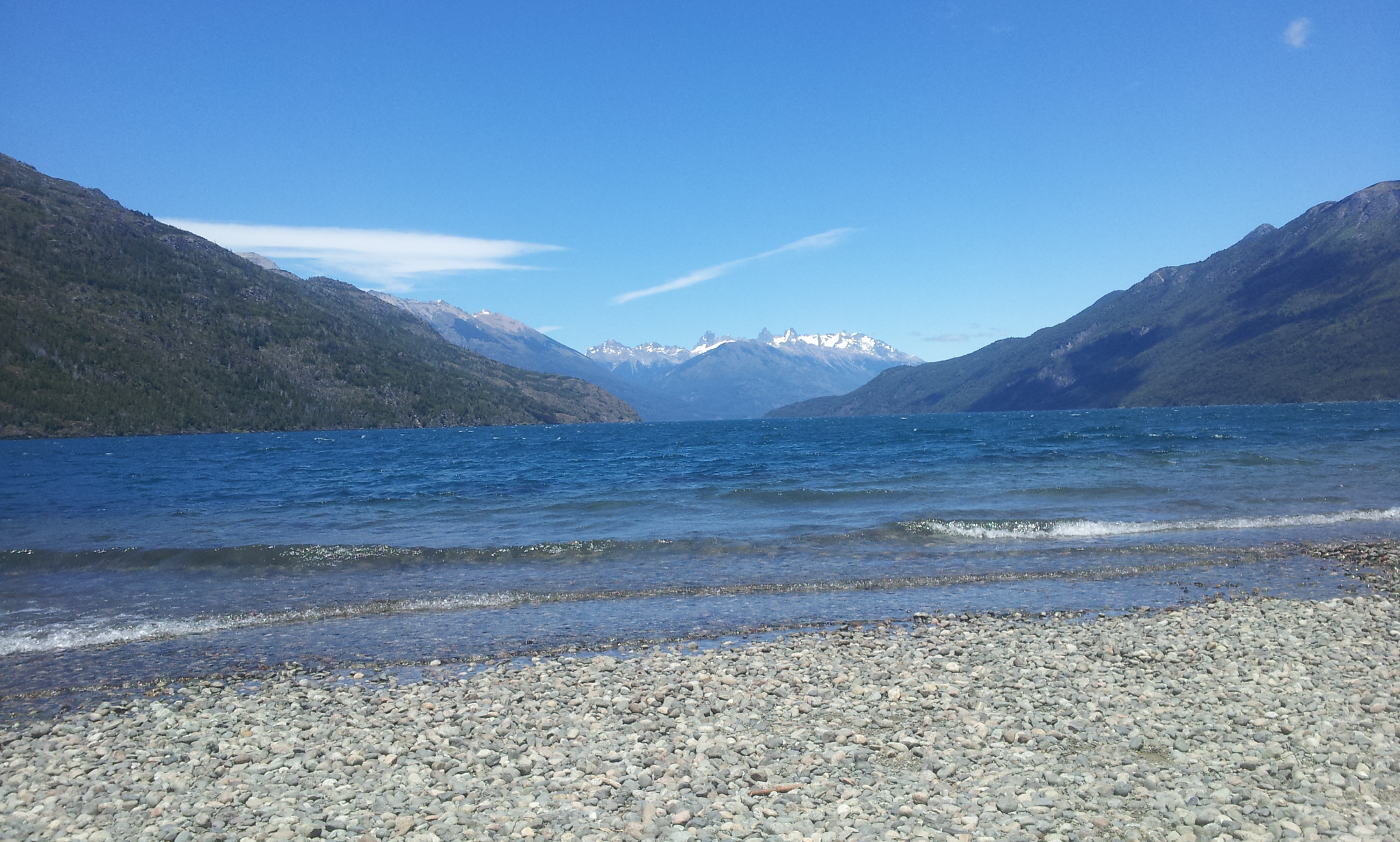
Lago Puelo, Chubut.

En la región de influencia de la localidad de El Bolsón, al igual que en toda la delgada franja del bosque andino patagónico, las principales causas de riesgo ambiental y daños concretos acaecidos sobre el delicado ecosistema local son de origen antrópico, es decir causados por la actividad humana.
Entre ellos se puede mencionar a modo de resumen los siguientes factores de contundente impacto negativo:
- Escaso o nulo planeamiento urbano. Extrema precariedad y falta de servicios básicos ante el crecimiento demográfico descontrolado.
- Ausencia de un plan de manejo y control tanto municipal como provincial y nacional, para las grandes inversiones inmobiliarias, que suelen ocupar ecosistemas y acuíferos completos de interés público, bajo un cerrado esquema de propiedad privada. (Ejemplo: Lago Escondido)
- Curva creciente de contaminación en todos los cursos de agua. Acelerado proceso de eutrofización del Lago Puelo.
- Carencia casi absoluta de infraestructura urbana en los barrios periféricos, cuadro que se agrava notablemente en aquellos ubicados cerca o sobre la planicie de inundación de los ríos. Ausencia de planes de relocalización urbana en tal sentido.
- Deforestación progresiva. Continua ampliación de las zonas para desarrollar actividades turísticas.
- Riesgo permanente de incendios forestales en períodos estivales o secos. Manejos primitivos e inadecuados de los residuos forestales (quemas masivas), que además de continuos focos de incendios provocan un alto grado de contaminación atmosférica en los valles. Carencia casi total de legislación y controles efectivos en tal sentido.
- Creciente amenaza de emprendimientos mineros de alto impacto en la zona.

## Galería de imágenes

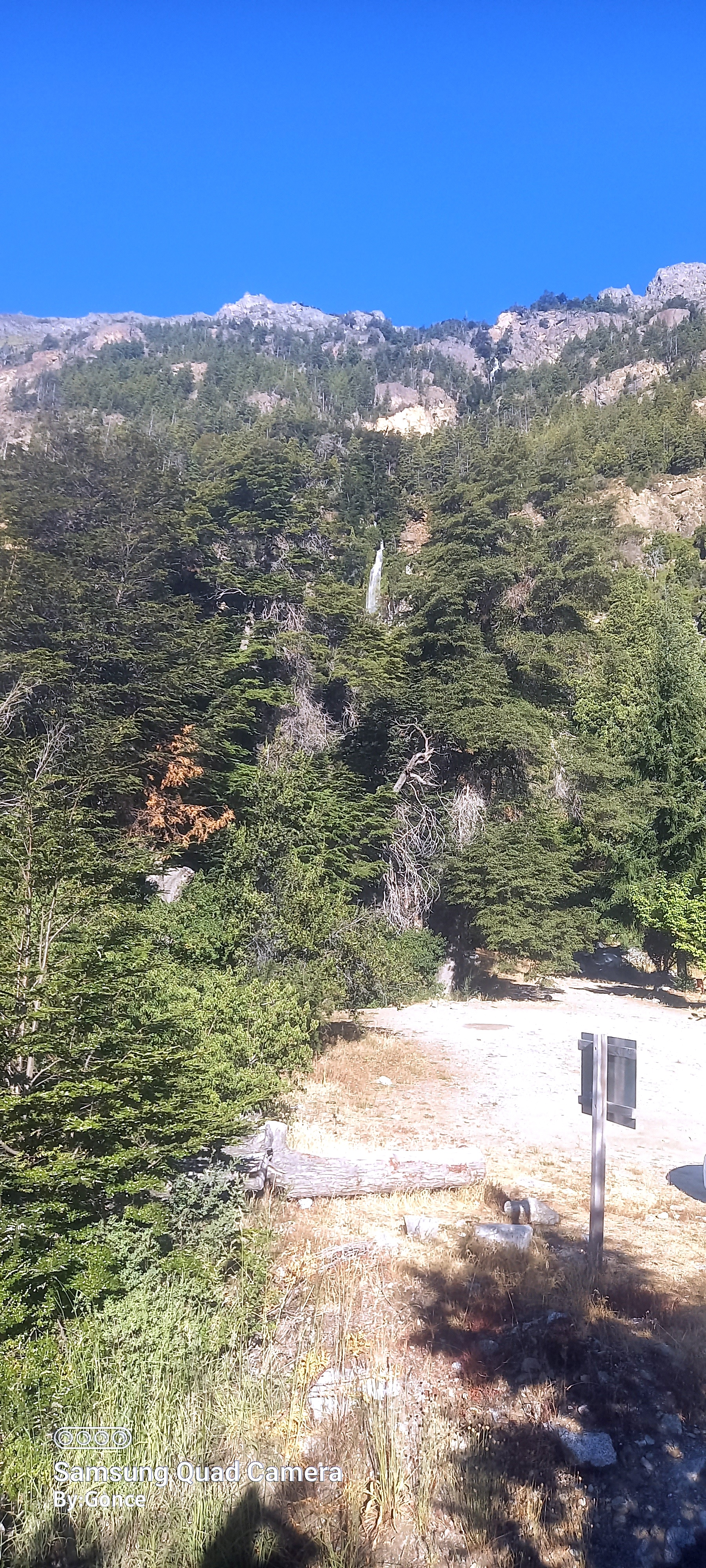
Cascada de la virgen en las afueras de la ciudad

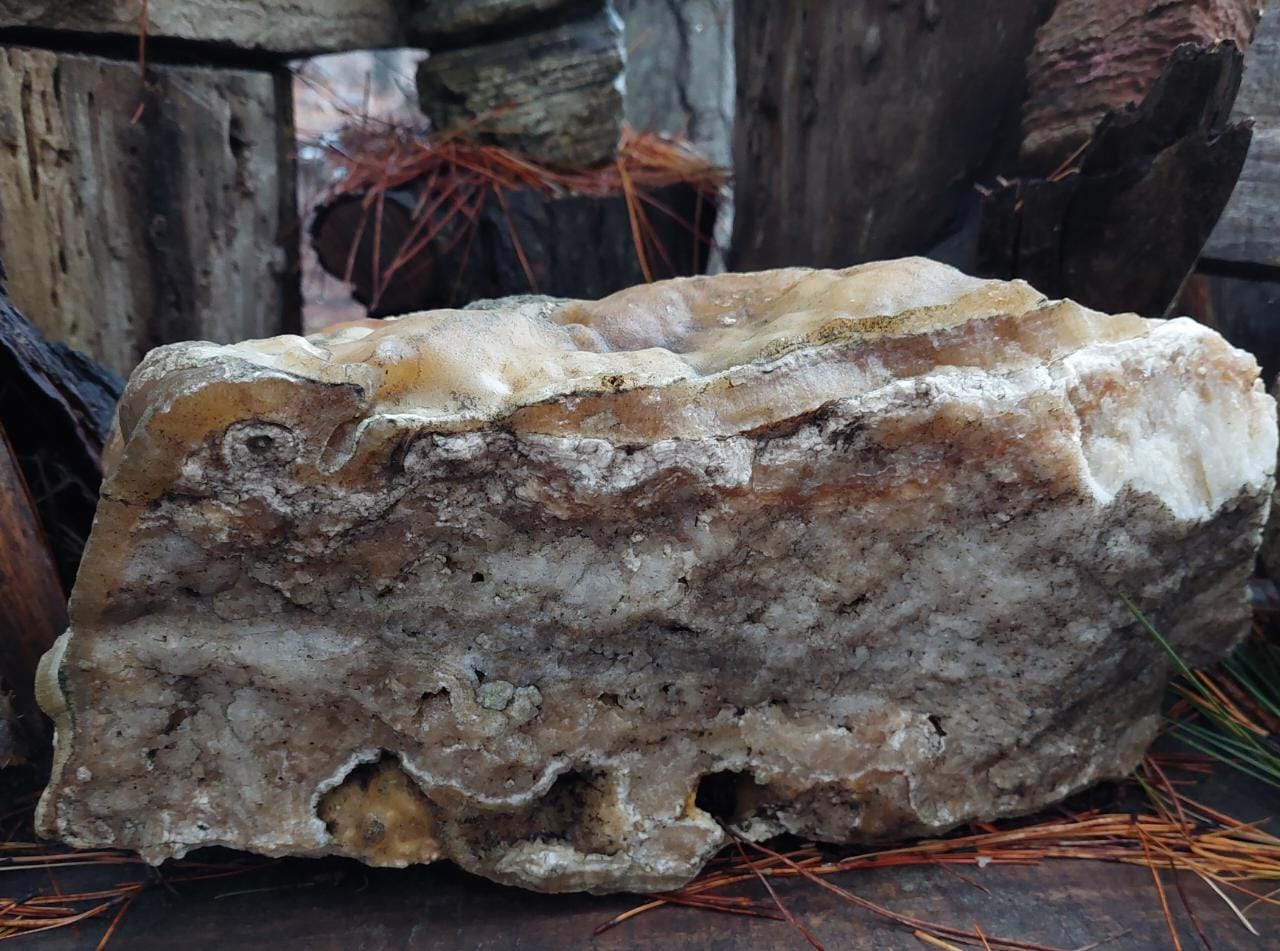
Roca sedimentaria química, Museo de Piedra, El Bolsón

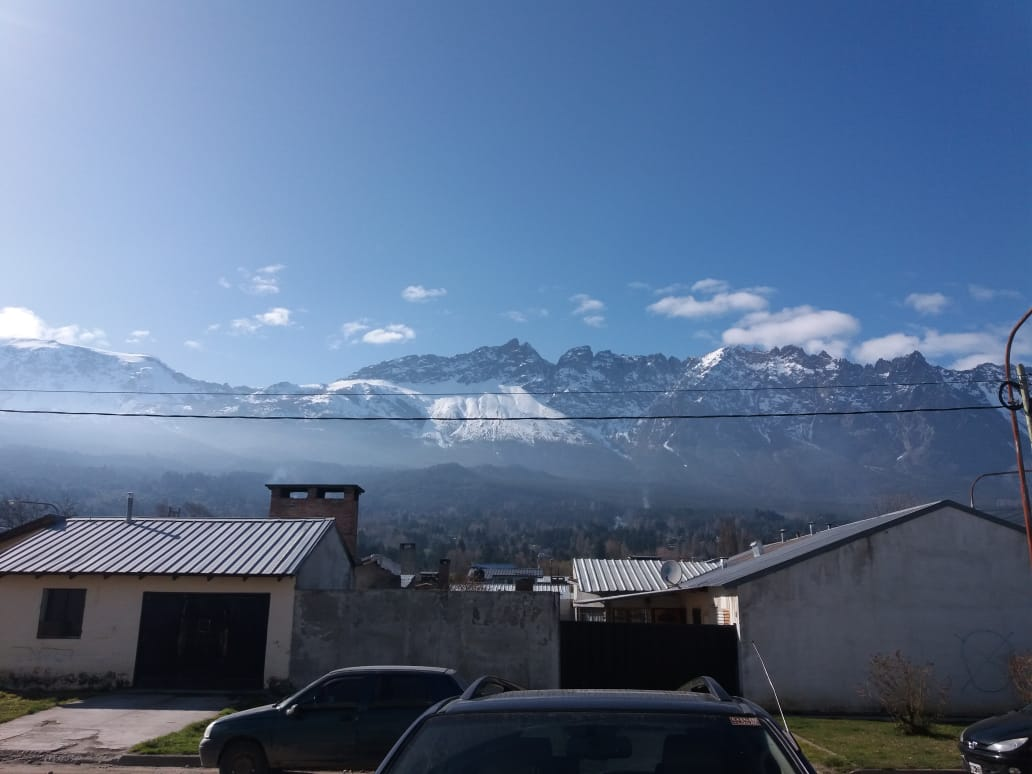
Cordillera de los Andes.

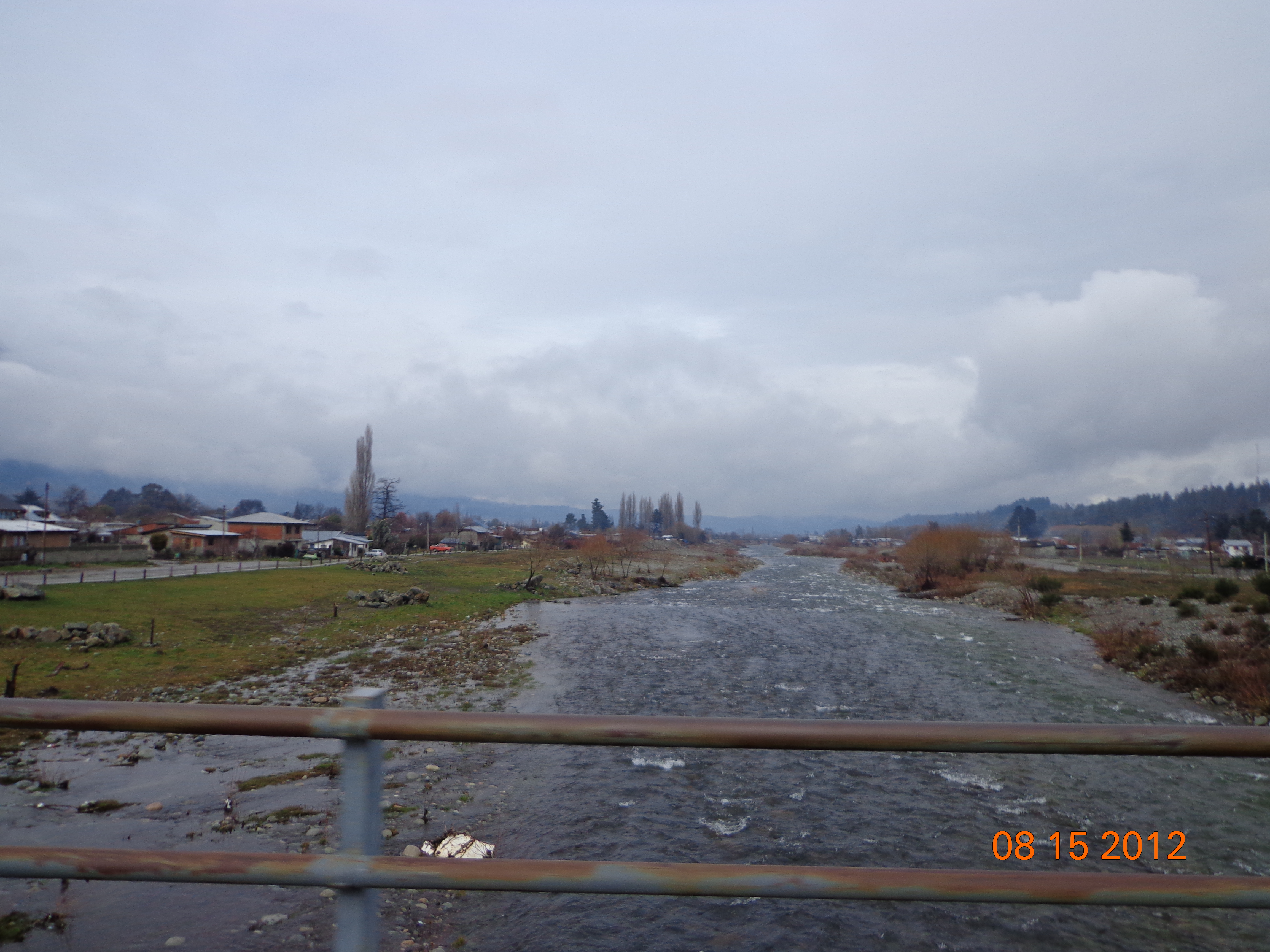
El río Quemquemtreu a su paso por la localidad.

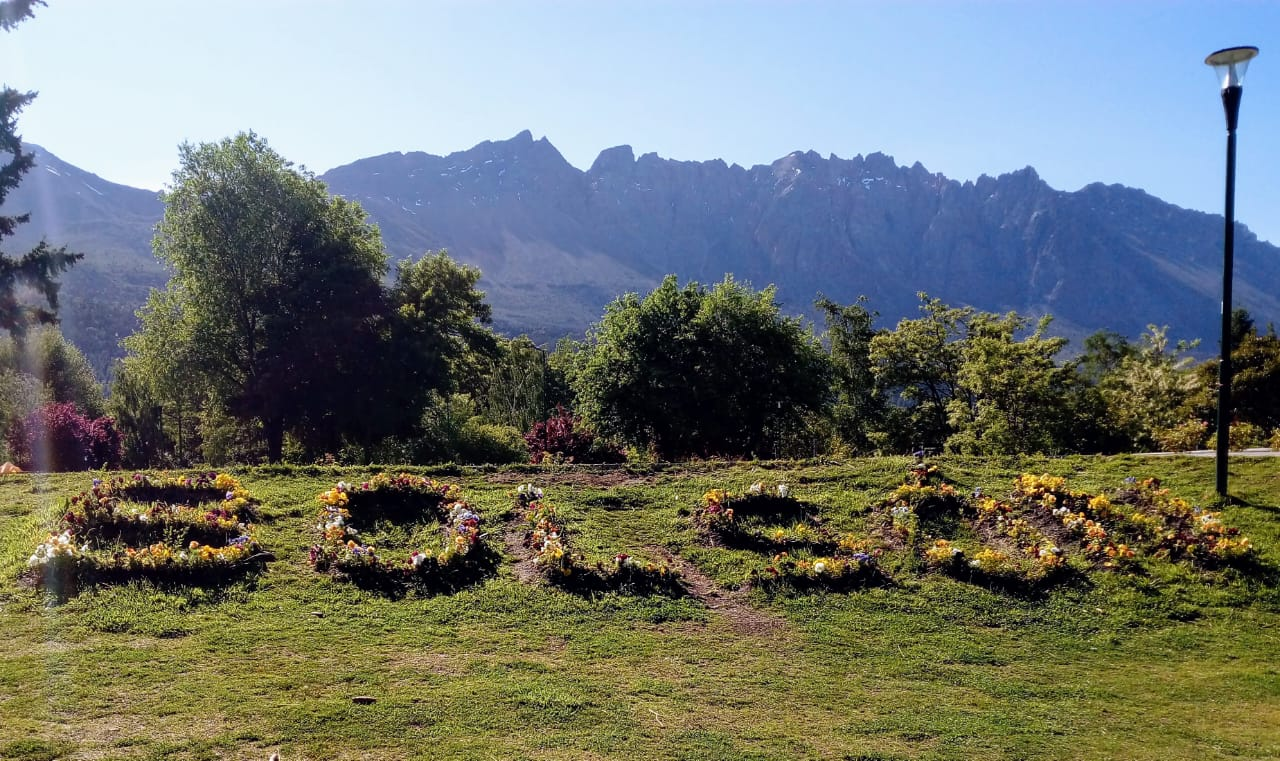
Entrada a El Bolsón

## Parroquias de la Iglesia católica en El Bolsón
| Diócesis  | San Carlos de Bariloche |
| --------- | ----------------------- |
| Parroquia | Nuestra Señora de Luján |